# Wiatrodzień Kubusia Puchatka
Wiatrodzień Kubusia Puchatka (ang. Winnie the Pooh and the Blustery Day) – amerykański krótkometrażowy film animowany z 1968 roku w reżyserii Wolfganga Reithermana na podst. rozdziałów 2., 8-9. Chatki Puchatka i rozdziałach 3., 5., 9.-10. Kubusia Puchatka, obu autorstwa A.A. Milne’a. Pierwszy projekt Walt Disney Productions rozpoczęty po śmierci Walta Disneya.

## Fabuła
Pewnego wiosennego dnia w Stumilowym Lesie zaczyna wiać silny wiatr. Mimo to Kubuś Puchatek udaje się do swego kącika zadumy. Po rozmowie z Goferem Kubuś odwiedza swego najlepszego przyjaciela – pluszową świnkę Prosiaczka – sprzątającego pod swym rodzinnym bukowym domem. Silny wiatr porywa Prosiaczka kurczowo trzymanego przez Kubusia, życzącego innym „szczęśliwego wiatrodnia”. Obaj trafiają do pana Sowy, który traktuje to jako odwiedziny. Wskutek wiatru drzewo, na którym umiejscowiony jest jego dom, zawala się. Wobec tego Kłapouchy deklaruje znalezienie nowego domu panu Sowie, który, niezrażony, zanudza innych opowieściami o swej rodzinie.
Burzliwą nocą Kubuś, słysząc nieznane dźwięki w swym domu, uzbrojony w zabawkową strzelbę, otwiera drzwi. Radośnie wita go nowy mieszkaniec Stumilowego Lasu – pluszowy Tygrys, uwielbiający skakać na swych sprężynowych kończynach, co nazywa brykaniem. Mówi Puchatkowi o słasicach i łoniach kradnących miód, po czym opuszcza go, dalej brykając po lesie. Przejęty miś stoi na nocnej warcie, lecz dopada go sen i w koszmarze śnią mu się słasice i łonie. Gdy budzi się, jego dom jest zalany przez powódź spowodowaną burzą. Mieszkańcy Stumilowego Lasu udają się do domu Krzysia, jedynego miejsca nietkniętego powodzią.
Powódź zmywa Prosiaczka, który wcześniej wysyła w butelce wiadomość z prośbą o pomoc, i Kubusia z ich mieszkań. Obaj trafiają prosto na podwórko Krzysia. Myśląc, że Puchatek uratował Prosiaczka, Krzyś ogłasza go bohaterem i urządza na jego cześć przyjęcie. Wtedy Kłapouchy oznajmia o znalezieniu Sowie nowego domu. Jest nim znany wszystkim, oprócz Sowy i Kłapouchego, dom Prosiaczka, który decyduje ofiarować Sowie swój dom, mimo że sam został bezdomny. Kubuś proponuje Prosiaczkowi zamieszkanie z nim, na co ten się zgadza. Krzyś z tej okazji również ogłasza Prosiaczka bohaterem.

## Obsada głosowa
- Sterling Holloway – Kubuś Puchatek
- John Fiedler – Prosiaczek
- Hal Smith – pan Sowa
- Paul Winchell – Tygrys
- Ralph Wright – Kłapouchy
- Junius Matthews – Królik
- Jon Walmsley – Krzyś
- Barbara Luddy – Kangurzyca
- Clint Howard – Maleństwo
- Howard Morris – Gofer
- Sebastian Cabot – Narrator

## Premiera
Wiatrodzień Kubusia Puchatka miał premierę 20 grudnia 1968 roku jako krótkometrażowy dodatek do filmu The Horse in the Gray Flannel Suit. 
Film wydano ponownie w kinach jako część pełnometrażowych Przygód Kubusia Puchatka 11 marca 1977 roku.